# Siegbert Löschau
Siegbert Löschau (* 13. Dezember 1929 in Weißig bei Freital; † 6. September 2014) war ein deutscher Politiker (SED). Er war Minister für Chemische Industrie der DDR.

## Leben
Als Sohn eines Drehers erlernte er nach dem Besuch der Volksschule den Beruf eines Zimmermanns. 1946 wurde er Mitglied der SED. 1948 legte er das Abitur ab und studierte bis 1952 an der Technischen Hochschule Dresden mit dem Abschluss als Diplom-Chemiker. Nach einer Assistententätigkeit an der Technischen Hochschule wurde er Mitarbeiter des Sektors Chemie des Zentralkomitees der SED, 1954 Forschungsgruppenleiter, Haupttechnologe und 1960 Hüttendirektor im VEB Mansfeld-Kombinat Eisleben. Er promovierte dann zum Dr.- Ing. an der Bergakademie Freiberg. 1961 bis Ende 1962 war Löschau Stellvertreter des Leiters für Produktion und Technik in der Hauptabteilung Chemie des Volkswirtschaftsrates, 1962 bis 1965 Mitglied der SED-Bezirksleitung Halle und als Nachfolger von Prof. Dr. Wolfgang Schirmer von Januar 1963 bis 1965 Werkdirektor des VEB Leuna-Werke. Auf dem VI. Parteitag der SED im Januar 1963 wurde er zum Kandidaten des ZK der SED und auf dem 7. Plenum des ZK im Dezember 1964 zum Mitglied des ZK der SED gewählt. Von Dezember 1965 bis Mai 1966 war er Minister für chemische Industrie und Mitglied des Präsidiums des Ministerrates (Nachfolger von Erich Pasold). Im Mai 1966 wurde er seiner Ämter enthoben, erhielt einen Bewährungsauftrag in der chemischen Industrie und war dann Hauptabteilungsleiter Forschung im Synthesewerk Schwarzheide. Auf dem 13. Plenum des ZK der SED im September 1966 wurde Löschau aus dem ZK der SED „wegen unwürdigen Verhaltens“ ausgeschlossen.
Löschau wurde im September 1987 zum Vorsitzenden des Bezirksvorstandes Cottbus der Kammer der Technik gewählt.
Siegbert Löschau starb im Alter von 84 Jahren und wurde am 19. September 2014 auf dem Neuen Friedhof in Senftenberg im Kreise seiner Familie beigesetzt.

## Auszeichnungen
- Ehrentitel Verdienter Erfinder (1988)[4]